# Palatul Coburg

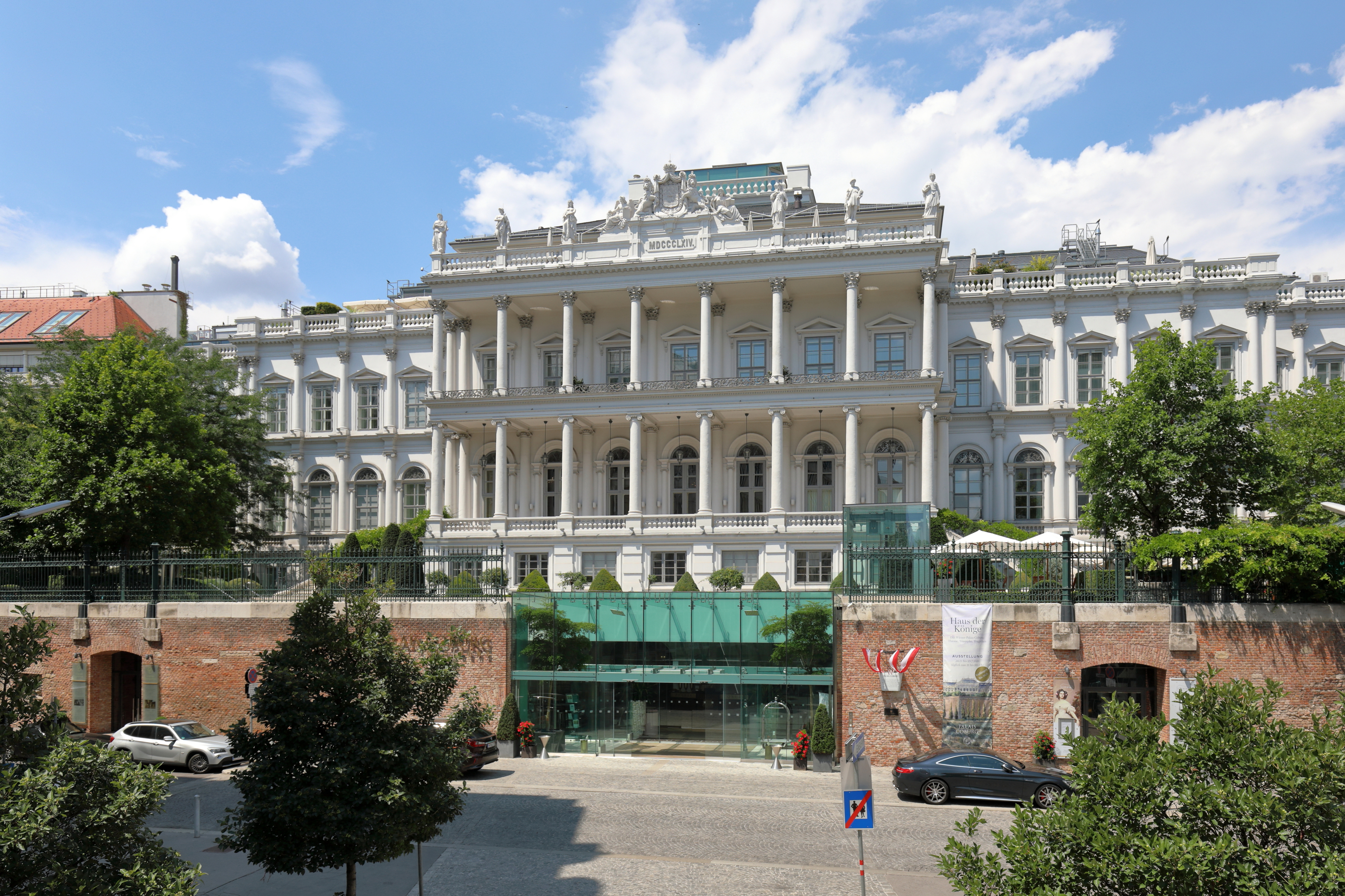
Palatul Coburg în sec. XXI

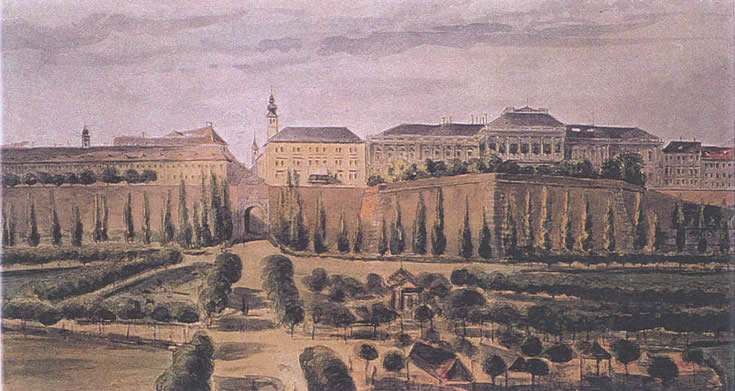
Palatul Coburg în sec. XIX

Palatul Coburg, cunoscut și ca Palatul Saxe-Coburg este un palat din Viena, Austria. El a fost construit la mijlocul secolul XIX de către ducele Ferdinand de Saxonia Coburg Gotha.
Coloanele palatului atrag atenția prin faptul că sunt detașate de frontul clădirii și sunt amplasate în centrul ei de unde și porecla dată clădirii de „Castelul sparanghel”.
Palatul a devenit Coburg Hotel Residenz, fiind primul hotel nou de 5 stele deschis în Viena în ultimii 10 ani, care și-a făcut un renume în domeniul gastronomiei. În punctul de atracție al acestei clădiri s-a constituit Restaurantul Coburg.